# Angélica e o Mágico de Oz
Angélica e o Mágico de Oz (オズの魔法使い, Ozu no Mahōtsukai) é uma longa-metragem japonesa de anime feita em 1982, que foi dirigida por Fumihiko Takayama, com o roteiro de Yoshimitsu Banno e Akira Miyazaki, baseado no romance infatil de 1900 do autor L. Frank Baum. O longa foi produzido por Yoshimitsu Banno e Katsumi Ueno para a Toho Co., Ltd. No Brasil foi exibido com o título Angélica e o Mágico de Oz com a participação especial de Angélica.

## Elenco

### Elenco Japonês oficial
- Mari Okamoto - Dorothy Gale [1]
- Kotobuki Hizuru - O Espantalho
- Masashi Amenomori - Leão Covarde
- Jōji Yanami - Homem-Lata
- Naoki Tatsuta - Tio Henry
- Taeko Nakanishi - Tia Emma
- Miyoko Asō - A Bruxa Boa do Norte
- Kaori Kishi - A Bruxa Má do Oeste
- Kazuo Kumakura - Oz, o Grande
- Kumiko Takizawa - Glinda, a Bruxa Boa do Sul
- Shohei Matsubara - Totó, o cachorro
- Motomu Kiyokawa - Soldado
- Toshiyuki Yamamoto - Macacos alados

### Versão Brasileira
- Participação especial: Angélica
- Desenho animado: Toho
- Música tema: "No Mundo da Carochinha" de Jorge Mello
- Solo: Rúrion
- Coro: Morena, Tárik, Rúrion.
- Gravação e edição: Amplavisão
- Equipe de Produção: Vera Lucia Corrêia, Walter Vanny, Hamilton R. Filho, Vicente Farhan
- Maquiagem e cabelo: Erika Gonçalves, Felipe Reis
- Assessoria de Imprensa: Sandra Zats
- Apôio: Rede Manchete, Bloch Editores, Caesar Park Hotel
- Agradecimentos: Francisco Kisiviks, Angelina Kisiviks, Sergio Dantino, Ivo Moraes
- Direção e produção: Wilson Rodrigues

## Em Relação com os outros
O filme é conhecido por ser muito próximo ao romance, sua eliminação preliminar foi a jornada de Glinda, que só agora está um pouco menos de um Deus ex machina do que na versão MGM. Nessa versão também foi emprestada os "sapatos mágicos" vermelhos em vez dos sapatos de prata do texto de Baum (embora o filme quando lançado pela primeira vez incluiu os sapatos de prata e foi mudado mais tarde para que as pessoas usassem para o filme da MGM). Algo familiar com os livros mais tarde é revelado claramente, como as casas são as mesmas de duas chaminés encontradas na obra de John R. Neill, que nunca ilustrou o primeiro livro de Oz. É um dos raros filmes a retratar as várias formas do assistente aparece a cada um dos viajantes, como a-Alado Linda Dama (mostrado para ser uma fantoche ao invés da Assistente em um traje, como no livro), a Terrível Besta (parecendo um ordinário rinoceronte) e a Bola de Fogo.
Embora este filme não é de forma relacionada com o anime de 1986 "The Wonderful Wizard of Oz" produzido pela Panmedia fora de ter o mesmo material de origem, o fato de que o filme foi lançado no Japão no mesmo ano em que a série de TV foi transmitido pela primeira vez, às vezes leva a duas obras sendo confundidas. Mas, apesar disso no entanto, algumas informações dizem que este filme foi realmente lançado originalmente no Japão em 1982 e no Brasil em 1992, considerando que o diálogo japonês foi o primeiro gravado, mas poderia ter sido ou lançado no mesmo ano, ou atrasada até 1986.

## Música
A música foi escrita por Jō Hisaishi e Yuichiro Oda. As letras foram escritas por Keisuke Yamakawa.
1. "Alguém está esperando por mim" (だれかが私を待っている, Dare ka ga watashi o matte iru) (Tema Principal) (Cantora: Mitsuko Horie)

A versão brasileira foi feita pelo Jorge Mello.
1. "No Mundo da Carochinha"